# 小澤渉
小澤 渉（おざわ わたる、1940年2月19日 - 2023年9月22日）は、日本の経営者。共栄火災海上保険社長、会長を務めた。

## 来歴・人物
東京都出身。1962年に日本大学商学部を卒業し、同年に共栄火災海上保険に入社した。1992年6月に取締役に就任し、1996年6月に常務を経て、1999年6月には社長に就任。2005年6月から2007年6月までに会長を務めた。
2023年9月22日、死去。85歳没。